# عقیل الرئیسی
عقیل علی الرئیسی (۱۵ مه ۱۹۹۲) بازیگر ایرانی-کویتی است. او از مؤسسهٔ عالی هنرهای زیبا فارغ‌التحصیل شد و کارش را در تبلیغات تلویزیونی و مدلینگ آغاز کرد. در سال ۲۰۱۴ نقش غسان در سریال «ثریا» به او واگذار شد. او در سال ۲۰۱۷ در چندین کار تئاتری با گروه نمایش «خلیج عربی» شرکت کرد.

## زندگی و پیشه
عقیل علی حسین رئیسی نجف زادهٔ ۱۵ مه ۱۹۹۲ در کویت از مادری کویتی است، او برادر شیما علی است. دارای مدرک دیپلم بازیگری و کارگردانی از مؤسسه عالی هنرهای نمایشی است. او کار خود را در تبلیغات، نمایش‌های دانشگاهی و نمایش‌های جشنواره‌ای آغاز کرد. کارش را در تبلیغات تلویزیونی برای یک شرکت آبمیوه آغاز کرد، به خصوص از زمانی که با عبارت «او به سبیل نیاز دارد» مشهور شد. حرفهٔ بازیگری او با بازی در نقش غسان السوری در سریال «ثریا» با بازی سعاد عبدالله و محمد دحام الشمری، کارگردان، در سال ۲۰۱۴ آغاز شد، جایی که این دو نفر او را تشویق کردند و به او فرصت دادند تا بازیگری را امتحان کند. آنچه شهرت عقیل الرئیسی را افزایش داد، تسلط او بر لهجه سوری پس از گذراندن مدتی تمرین آن بود. سپس به تئاتر روی آورد و در تعدادی از کارهای نمایشی با گروه تئاتر «خلیج عربی» شرکت کرد.
پس از «ثریا» در ۲۰۱۴، او در سریال‌های بسیاری شرکت کرد، از جمله: «حال منایر» (۲۰۱۵)، «پس از پایان» (۲۰۱۶)، «توقف ممنوع» (۲۰۱۷)، «سرزمین‌هایت خسته‌اند» (۲۰۱۷)، «بحث زرد» (۲۰۱۸)، «دلت نمی‌خواد» (۲۰۲۰). از جمله تئاترهایی که او بازی کرده است: «پروپاگاندا» (۲۰۱۳)، «پادشاهی پرندگان» (۲۰۱۵)، «خمیس کمش خشم حبش» (۲۰۱۵)، «کاخ ساعت‌ها» (۲۰۱۶)، «رستوران میمون زنده» (۲۰۱۶)، «پانورامای عبدالحسین عبدالرضا» (۲۰۱۶)، «ساعت موریس» (۲۰۱۶)، «ماما نانا» (۲۰۱۷)، «خفاش‌ها» (۲۰۱۵). در سال ۲۰۱۷ در دو فیلم «بیبی» و «هامه» بازی کرد.
او علاوه بر حرفه بازیگری، خود را به عنوان یک سرآشپز نیز در شبکه‌های اجتماعی مطرح کرده و دستورهای غذایی متنوعی را به طرفدارانش ارائه می‌دهد. عقیل الرئیسی و همسرش فرح الهادی با برنامهٔ «آشپزخانه عقیل و فرح» که در طول ماه رمضان ۲۰۲۵ پخش شد، وارد دنیای برنامه‌های آشپزی شدند که به صورت رایگان از طریق اپلیکیشن «شاشا» نمایش داده شد.

## جوایز
او در رمضان ۲۰۱۷ به همراه همسرش فرح الهادی جایزه بهترین دوئت را در جشنواره هنرمندان ممتاز از آن خود کرد. عقیل الرئیسی جزو برترین خالقان محتوا در جوایز تیک تاک منا ۲۰۲۴ (خاورمیانه و شمال آفریقا) بود و رتبهٔ نخست تولیدکننده محتوای سبک زندگی سال را از آن خود کرد.

## زندگی شخصی
در اوت ۲۰۱۷ با فرح الهادی نامزد شد. آنها در ۲۰ نوامبر ۲۰۱۷ ازدواج کردند و مراسم عروسی آنها در شب سال نو، ۳۱ دسامبر ۲۰۱۷ برگزار شد. فرح الهادی در دوران ازدواجش با عقیل الرئیسی یک بار دچار سقط جنین شد.  در ۱۵ اوت ۲۰۲۳، این زوج تولد اولین فرزندشان، آدم، را اعلام کردند. در ۹ دسامبر ۲۰۲۴، دومین فرزندشان، نوح، به دنیا آمد.
عقیل الرئیسی چندین عمل جراحی زیبایی از جمله تزریق بوتاکس برای از بین بردن چین و چروک و تزریق پلاسما برای جلوگیری از ریزش مو انجام داده است. در نوامبر ۲۰۲۲، تحت عمل جراحی پلاستیک بینی قرار گرفت.